# Agerskov Ungdomsskole
Agerskov Ungdomsskole er en efterskole beliggende i Agerskov, Tønder Kommune.
Skolen udbyder 9. og 10. klasse som efterskoleophold til kostelever. I skoleåret 2021/22 er der 168 elever fordelt på 82 piger og 86 drenge samt 40 elever i 9. klasse og 128 elever i 10. klasse.

## Historie
Agerskov Ungdomsskole er et kulturelt traditionelt knudepunkt for byen. Det var, fra oprettelsen i 1919, den første dansksindede efterskole i Sønderjylland, og fungerer i dag stadig som efterskole. Dette gjorde efterskolen til et alternativ til de grænseskoler, der var oprettet på den danske side af grænsen, hvortil dansksindede unge i de tyske-besatte dele af Sønderjylland illegalt kunne rejse til, for at lære dansk sprog, kultur og håndværk.
Agerskov Ungdomsskole er den ældste efterskole i Sønderjylland. Skolen blev stiftet d. 3. november 1919 under tysk herredømme, hvilket var usædvanligt, da skolen underviste på dansk og i dannelse med danske værdier. Oprindeligt startede skolen ikke som kostskole men optog kun dagelever.
I 1930'erne måtte skolen lukke midlertidigt, da der simpelthen ikke var nok elever, som havde råd til at tage på efterskole. Hovedårsagen til dette var den Store Depression. Skolen når kortvarigt at åbne igen inden den tyske besættelse under anden verdenskrig fører til endnu en midlertidig lukning; denne gang fordi tyskerne beslaglægger bygningerne.

### Perioden som pigeskole
Efter skolens opstart efter Danmarks befrielse og en række forstandere, som sad kort på stillingen, blev frk. Agnete Tang forstander på skolen, som hun omdannede til pigeskole i 1951. Al personale var kvindeligt, og den lokale sognepræst var den eneste mand, der havde lov til at komme på skolen.
Det var under frk. Tang, at skolen flyttede til sin kontemporære adresse.
I 1971 overtog Johannes og Inger Svenningsen som forstanderpar på skolen. De valgte at omdanne Agerskov Ungdomsskole til kønsblandet skole i 1984 med elevhold 84/85 som det første hold med drenge siden 1951.

### De første udvidelser
Under Svenningsens forstanderperiode blev der for alvor udvidet på skolen. Der byggedes flere elevværelser men også undervisningslokaler, værksteder, et svømmebad og en idrætshal. Svømmebadet var tilgængeligt for gæster udenfor skolen.
I 1994 overtog Henrik og Kirsten Juul-Dam som forstanderpar på skolen. De fungerede kun som forstanderpar indtil 2003, men i den tid var de med til at fremtidssikre skolen ved at opkøbe opstødende jordlodder.

### Skolen i dag
I 2004 (der var i perioden 2003-2004 to konstituerede forstandere) overtog Lars Kristensen og Helle Hansen som forstanderpar på skolen. Kristensen var med til at udvide skolen med endnu flere elevværelser, så der blev plads til flere end 170 elever i modsætning til de 105, der var plads til i 2004.
I 2008 udvidede man med et nyt køkken og spisesal, og samme år byggede man et springhalsanlæg. I 2017 anlagde man fodboldanlæg med kunstgræs og en mountainbike-bane.

## Værdier
Skolen blev stiftet af lokale, som mente, at ungdommen, efter første verdenskrigs afslutning, manglede skolegang.
I kontemporær tid beskriver skolen sig selv som grundtvigiansk, alment og alsidigt dannende samt at medvirke til den enkelte elevs personlige udvikling.
 Skolen lægger vægt på, at eleverne udvikler evne og mod til kritisk refleksion med henblik på at blive frie, selvstændige mennesker og ansvarlige borgere, der kan og vil engagere og udvikle sig videre i levende fællesskaber.

 — skolebestyrelsen, Agerskov Ungdomsskoles formål- og værdigrundlag
Skolen forpligter sig i sit inklusionstilbud til at støtte op om bogligt udfordrede elever.
I sin undervisningsmiljøvurdering forpligter Agerskov Ungdomsskole sig til at fokusere på elevernes sociale trivsel. Bl.a. deltager skolen i Efterskoleforeningens projekt Me&We. Skolen noterer selv, at der generelt er en stor andel af eleverne, som har et godt fællesskab og en god social trivsel.

## Økonomi
Den fastsatte ugepris uden elevstøtte er kr. 2.600,- (kr. 1.680,- med elevstøtte). Et kostophold på skolen for ét år kræver en egenbetaling på omtrent kr. 70.000,-